# Новый Гулливер
«Но́вый Гулливе́р» — советская остросатирическая комедия 1935 года режиссёра Александра Птушко — первый в мировой кинематографии полнометражный фильм, созданный средствами объёмной мультипликации. Используя общую канву первой части романа Джонатана Свифта «Путешествия Гулливера», Лилипутия показана воинствующим капиталистическим государством.

## Сюжет
Как лучший юный осводовец «Артека», пионер Петя Константинов получает в награду любимую книгу — «Путешествия Гулливера» Джонатана Свифта. Вместе с другими пионерами, своими руками отремонтировавшими яхту «Артек», он отправляется на морскую прогулку к островам Адалары. Там ребята просят вожатого прочитать им вслух Петину книгу. Во время чтения Петя незаметно для себя засыпает и попадает в описываемый в книге мир.
Во время путешествия на корабле его атакуют пираты, и судно тонет. Вместе с тремя пленниками мальчик сражается с пиратами, но пиратский корабль разбивается о скалы. Подросток приходит в себя на берегу моря, связанный и окружённый лилипутами. Его поят сонным зельем. В парламенте Лилипутии проходят жаркие прения, что делать с новым Гулливером. Министры от имени короля принимают решение использовать его в военных целях. Мальчика перевозят на специальной платформе при помощи нескольких десятков тракторов в город. Проснувшись, Петя-Гулливер узнаёт о решении, принятом парламентом, но не соглашается с ним. У его ног происходит демонстрация военной силы Лилипутии.
На проходящем где-то в подвалах митинге, из Петиной тетради рабочие узнаю́т, что он за «могучий союз рабочих всей Земли». Они надеются, что Гулливер поможет им в готовящейся операции по свержению аристократии.
Гулливера кормят с конвейера, подавая ему еду краном. Присутствуют придворные. Выступает кордебалет. Когда Пете-великану начинают петь, как замечательно живёт народ в Лилипутии под руководством мудрого короля, он прерывает певицу и запевает пионерскую песню. Ему подпевают рабочие в подвалах. Придворные в ужасе разбегаются.
Начальник тайной полиции решается убить великана и даёт указание изготовить партию оружия. Рабочие предупреждают Гулливера, и полиция узнаёт об этом, но в это время уже начинается забастовка. Рабочие захватывают арсенал. Полиция пытается отравить Гулливера вином с ядом. Выпивая, он выплёвывает его, притворившись, что умер.
Начинаются военные действия. Повстанцев отбрасывают к морю вооружённые силы Лилипутии, но в дело вступает Гулливер. Он захватывает королевские корабли, а рабочие развивают успех на суше, подрывая фугасы и танки. Гвардия и придворные разбегаются.
Повстанцы захватывают королевский дворец. Король прячется на шпиле, но когда рабочие проникают и туда, падая, цепляется за стрелку башенных часов. Петя-Гулливер трубит в горн, снимает со звонницы городской башни колокол и звонит, как в школьный колокольчик, затем громко провозглашает: «Митинг свободной Лилипутии объявляю открытым!»
Петя просыпается под смех своих товарищей — ведь последние слова он произнёс вслух…

## История создания
Работу над фильмом предварила серия публикаций «в духе времени», подававших Джонатана Свифта ирландским политическим деятелем.
Первоначальный вариант сценария был написан в 1933 году Сигизмундом Кржижановским, имя сценариста впоследствии таинственно выпало из титров.

В советском фильме о большом человеке (представителе «новой формации») среди кукол (буржуазный мир) «защитным механизмом» служил мотив сна: пионер засыпал и оказывался в кукольной стране.
 Герой «Нового Гулливера» — проводник коммунистической идеологии в запретную зону. <…> Мальчик наблюдает классовую борьбу и помогает рабочим в подготовке гражданской войны.
— Нина Спутницкая, журнал «Вестник РГГУ» № 1 2015
Гулливер действовал в художественном пространстве, созданном исключительно средствами объёмной мультипликации и огромным количеством комбинированных и макетных съёмок. Этому способствовало бурное развитие кинотехнологий 1930-х годов, в частности — транспарантных съёмок, сущность которых в возможности снять необходимое действие на заранее снятом фоне. «Без освоения этого метода съёмки не было бы и фильма», — признавались позже А. Птушко с Н. Ренковым в совместной книге «Комбинированные и трюковые киносъёмки».

В «Новом Гулливере» методом транспаранта выстроена сцена, когда Петя призывает на помощь флотилию: на дальнем плане кадра работал пионер, на переднем — куклы, исполняющие роль королевского войска. Побег снимался покадровой съёмкой в транспарантном павильоне на сине-зелёном фоне с макетом берега моря.
— Нина Спутницкая, «Птушко. Роу: мастер-класс российского кинофэнтези» 2018
Многие другие сцены, в которых участвовали куклы и живой актёр, снимались за несколько раздельных экспозиций — с обычной скоростью 24 кадр/с и покадрово, как все кукольные фильмы. При этом, пока художники изменяли фазы движения кукол, Владимиру Константинову приходилось долгое время находиться неподвижно.

В процессе подготовки пришлось провести множество расчётов масштабных и пространственных соотношений между куклами и актёром, подобрать необходимый характер и темп движения кукольных персонажей, чтобы получить одновременно жизнеподобные и гротесковые образы героев фильма — жителей Лилипутии. Для перемещения камеры при покадровых съёмках кукол были изготовлены специальные конструкции, позволяющие делать не только наезды, отъезды или проезды, но и имитировать съёмку с операторского крана. Особое внимание уделялось расчётам глубины резкости, чтобы при съёмках кукол резкостные соотношения между первоплановыми куклами и куклами в глубине кадра соответствовали распределению резкости при съёмках актёра. На актёра и кукол нужно было устанавливать одинаковый по характеру, но совершенно разный по интенсивности световой рисунок.
— Дмитрий Масуренков, журнал «Техника и технологии кино» 2006
В картине было использовано свыше полутора тысяч кукол, в том числе и вылепленные из глины. Фигурки капиталистов были в духе плакатов тех времён: уродливые, пузатые и на тонких ногах. В то же время каждая фигурка была своеобразной и индивидуальной. Фигурки же рабочих менее уродливы, но все слеплены по одному шаблону, из одноцветного пластилина и на проволочном каркасе, с хорошо прорисованными чертами лиц. Это было сделано специально, чтобы «пролетарии» не выглядели пародийно.

Новизна и необычность визуального решения потребовала таких же пропорциональных масштабов от звуковой палитры фильма (звукооператор А. Коробов, звукооформитель Я. Харон): музыка, голоса, шумы; комариный писк труб лилипутов диссонирует с трубами артековцев. При озвучании был применён новый метод изменения тембрового качества голоса: примерно на 3—3,5 тона была повышена звуковая фактура. В результате возникает ощущение, что грампластинку, на которой записывался звук, пустили со значительно увеличенным числом оборотов.
— Нина Спутницкая, «Искусство кино» № 5 2015
Натурные съёмки проводились в Артеке. В сцене на пляже отчётливо видны скалы-близнецы Адалары.

## В ролях
Главная роль
- Владимир Константинов — Петя Константинов, Гулливер

В эпизодических ролях
(в титрах не указаны)
- Иван Юдин — вожатый отряда
- Михаил Дагмаров — начальник лагеря
- Иван Бобров — боцман
- Фёдор Брест — капитан
- Олег Олегов — пленник на корабле

Кукол озвучивали
(в титрах не указаны)
- Борис Евгеньев
- Михаил Дагмаров
- Юлий Хмельницкий
- Т. Чадук
- Ака Неусыхин
- Б. Смысловский
- Муратова (певица)[11]

## Создатели
- Авторы сценария:
  - Серафима Рощаль
  - Александр Птушко
  - Григорий Рошаль
  - Сигизмунд Кржижановский (нет в титрах)
- Диалоги — Самуил Болотин
- Постановка — Александр Птушко
- Главный оператор — Николай Ренков
- Оператор — Иван Шкаренков
- Художники кукол:
  - Сарра Мокиль
  - Валентин Кадочников[12] (нет в титрах)
- Художник декораций — Юрий Швец
- Композитор — Лев Шварц
- Звукооператор — А. Коробов
- Ассистент режиссёра — А. Ваничкин (нет в титрах)
- Работа с куклами — Фёдор Красный (нет в титрах)
- Живопись — Андрей Никулин
- Скульптура — Ольга Таёжная
- Бутафория — Александр Жаренов
- Звукооформление — Яков Харон (нет в титрах)
- Мультипликатор — Г. Ялов (нет в титрах)
- Начальник группы — А. Минин

## Отзывы
По мнению киноведа Сергея Асенина, фильм стал одним из самых значительных явлений советской мультипликации 30-х годов, чем привлёк внимание зрителей многих стран.
О фильме за его техническое новаторство с похвалой отзывался Чарли Чаплин. В книге «Одноэтажная Америка» Илья Ильф и Евгений Петров упоминают, что во время прогулки по Бродвею видели «Нового Гулливера» в американском прокате.
Высокую оценку фильму, который помог развитию чешской мультипликации, дали её основоположники, чешские режиссёры Карел Земан, Иржи Трнка и Гермина Тырлова. Фильм «послужил для них примером новаторского использования возможностей мультэкрана, и в частности искусства кинокуклы, непосредственным вдохновляющим импульсом в их работе».

Успех на долю фильма выпал необычайный. Пресса писала о нём как о явлении выдающемся не только для советской, но и для всей мировой кинематографии. Фильм прежде всего поражал изумительными достоинствами игры кукол, грандиозностью массовых сцен…
— Иван Иванов-Вано, «Кадр за кадром» 1980
Многие рецензенты-современники успели обвинить фильм в пропаганде коммунизма и неверном отражении общественного строя.

Однако спустя десятилетия в «Новом Гулливере» очевидны иные коннотации, его идеологический посыл оказался нестабильным, и сегодня возникает новое семантическое поле ассоциаций, которые, скорее всего, не закладывались авторами: мир буржуазии многолик, красочен, в его представителях подчеркнуто артистическое начало, тогда как Петя и рабочие — лишь исполнители рекомендаций и песен, записанных под диктовку.
— Нина Спутницкая, журнал «Вестник РГГУ» № 1 2015

## Награды
- 1934 — 2-й Международный кинофестиваль в Венеции, премия «За лучшую программу».
- 1935 — 1-й Советский Кинофестиваль в Москве:
  - почётный диплом студии «Мосфильм».
  - почётный диплом Сарре Мокиль — «За выразительные типажи»[17].

## Новая редакция
В 1960 году вышла полностью переозвученная и частично перемонтированная новая редакция фильма продолжительностью 65 мин. Значительная часть партитуры была переоркестрована; часть музыки заменена или полностью удалена. Из фильма была исключена финальная песня. Голос Пети стал более низким; сильно изменились (а местами были добавлены новые) шумы. В результате перемонтажа изменилась последовательность ряда планов; многие кадры были удалены, в частности, некоторые кадры с текстами (протокол заседания лилипутского парламента, обложка Петиной тетради). Оставшиеся тексты были зачитаны за кадром. Почти втрое увеличилось количество реплик лилипутов, особенно в массовых сценах. Кроме того, для новой редакции были пересняты титры.